# 東海里 (臺東縣)
東海里為臺東縣臺東市轄下38里的其中一里，原為中山里一部份，民國五十九年新增。轄內鯉魚山是市民休閒活動場所之一，旁有體育館及體育場，常有臺東各項活動舉辦，除此之外另有臺東師範學院（現為臺東大學臺東校區）及東海國小等學校。

## 面積及人口組成
轄內面積 4.308 平方公里，轄區戶數972戶，男性1,185人，女性1,345人，總計人數2,530人。
前里長陳嬰自第12屆（民國71年）起連任十屆里長長達40年至民國111年（2022年）卸任
現任里長為吳信億

## 自然地理

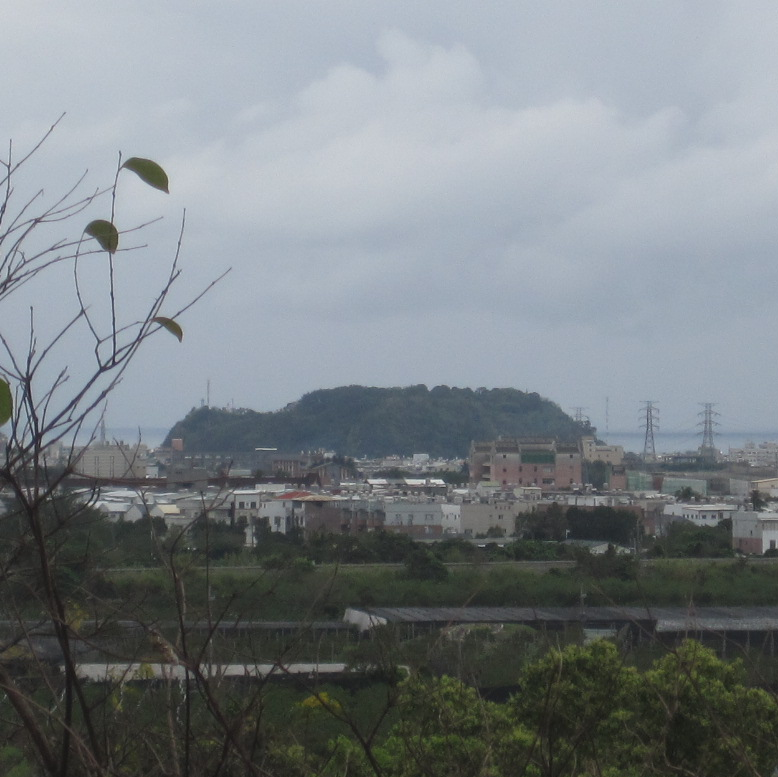
鯉魚山

### 鯉魚山保安林
鯉魚山保安林，面積16公頃，在林務局的編號中是2501號保安林，臺東市民常在此活動。2021年在臺東林管處長吳昌祐、縣府農業處長許家豪及行政院東辦執行長洪宗楷等人見證下，命名為「鯉魚山保安林」。

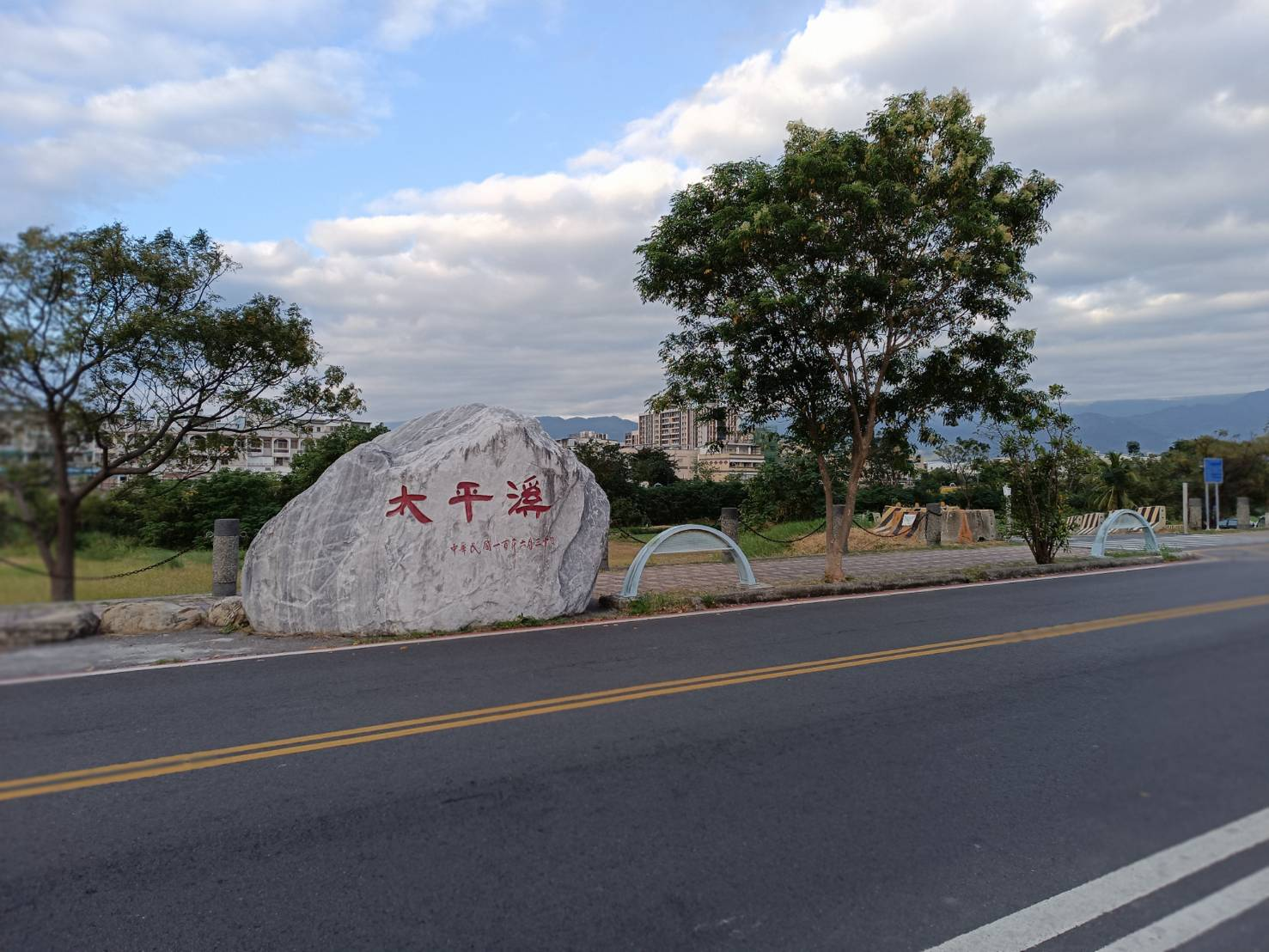
大平溪河堤

### 太平溪
太平溪又稱大巴六九溪，發源於中央山脈馬里山東南麓，由西北向東南流，經過臺東市區，因有永豐紙廠及糖廠工廠廢水排入，水污染甚為嚴重，於臺東市東南方注入太平洋，幹流長 20.5 里，流域面積88平方公里。今下游依次有馬蘭橋、開封橋、康樂橋、豐里橋連接河的南北兩岸。

## 聚落人文歷史

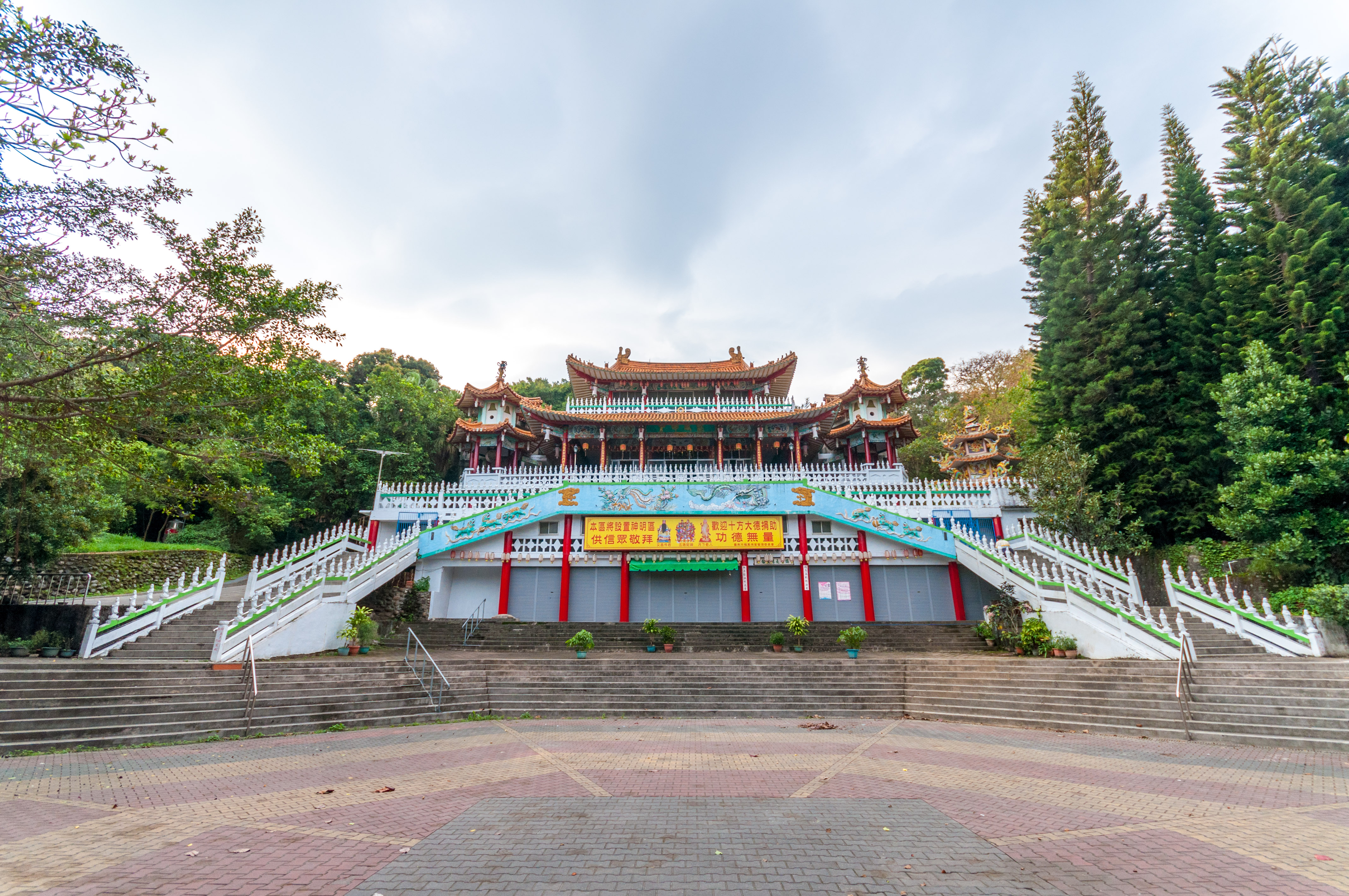
龍鳳佛堂

### 龍鳳佛堂
龍鳳佛堂位於鯉魚山山麓間，興建於1960年，其設立於東凌宮（原名覺善堂）主神關聖帝君降乩指示信徒興建，由山林貨運經營者林錦泉擔任主委， 與其他委員規劃推動，於民國65年（1976）竣工。佛堂下層供奉趙子龍二樓為大雄寶殿供奉主神觀音，東側另祀大成至聖先師，西側投宿禪房，現已不開放。

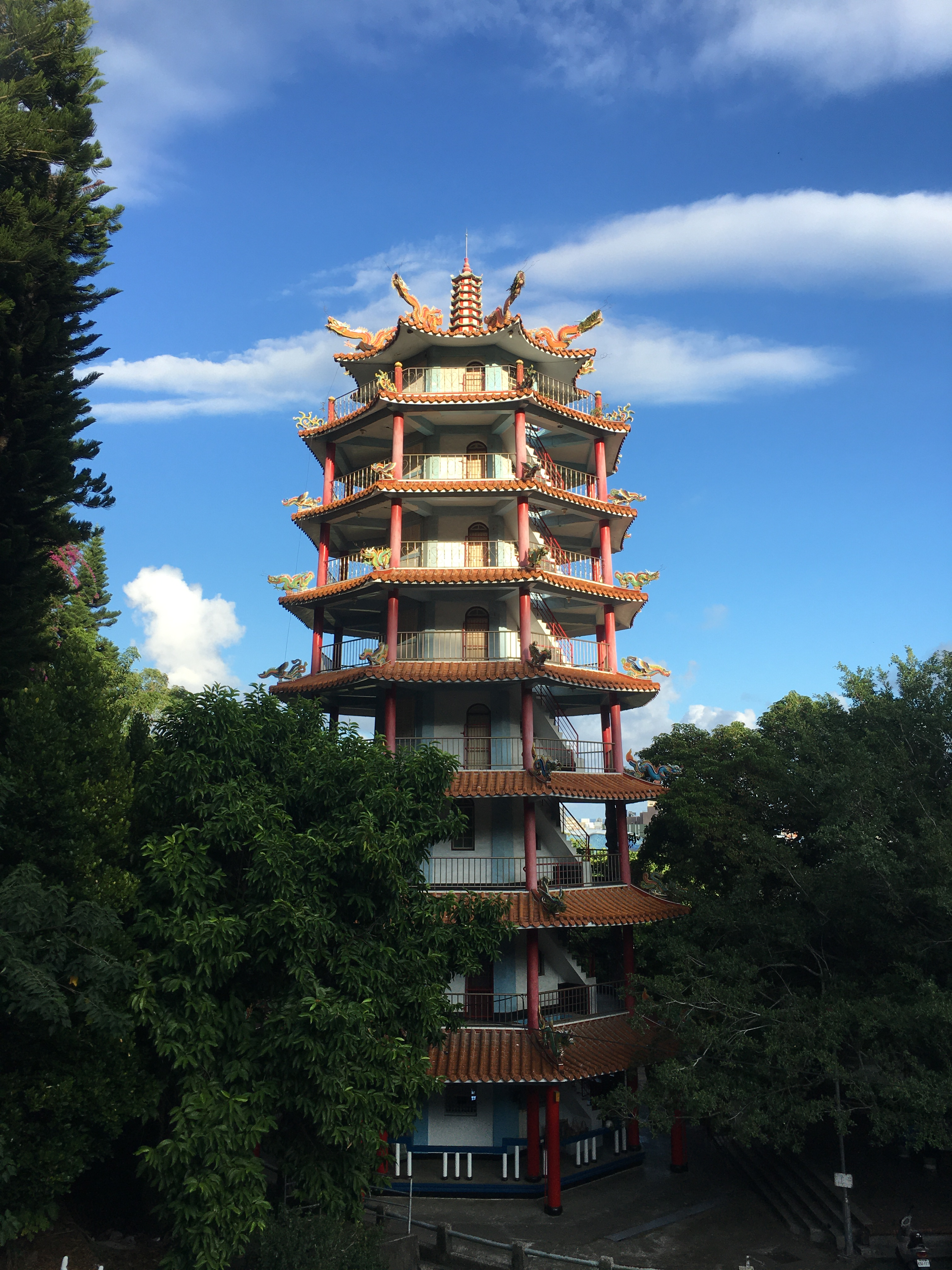
龍鳳寶玉塔

民國56年（1967）在開挖佛堂地基時，發掘出三千年前的石棺、陶器及石器文物，由臺灣大學考古人類學系宋文薰教授師生共同開挖，部份文物攜回臺大以供研究，其餘則由佛堂保管並對外展示。

### 龍鳳寶玉塔
龍鳳寶玉塔主祀地藏王菩薩，全塔共有八層，於民國50年（1961）開始運作，牌匾由于右任題字。民國80年（1991）間因龍鳳佛堂缺乏維修，致使龍鳳寶玉塔也被同列為危險建築，禁止遊客攀登上樓。

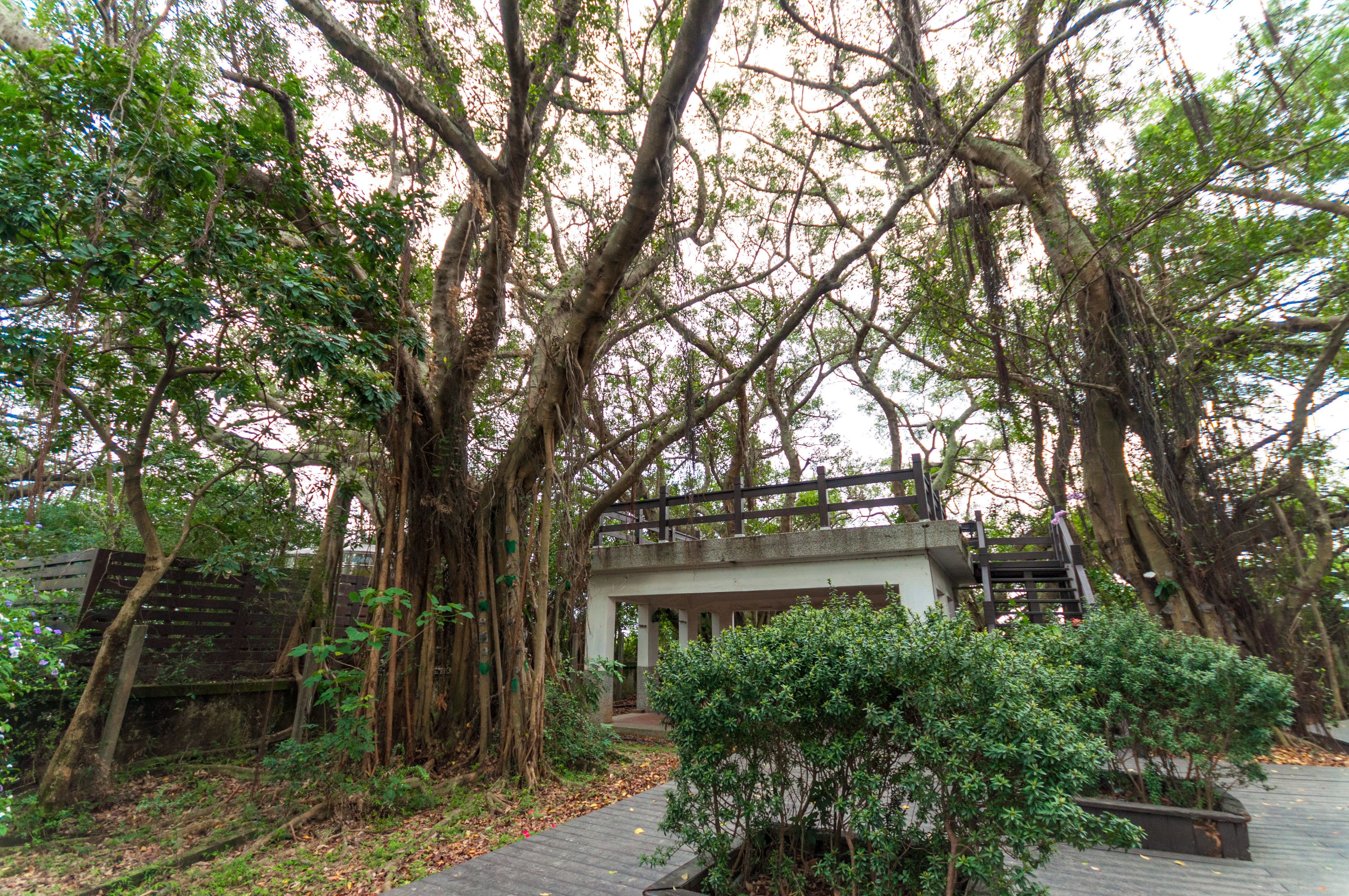
淨水池旁的老樹休憩區

### 鯉魚山淨水池
鯉魚山淨水池為臺東水道設施的其中一部份，臺東水道設置前，仍延續清代以水井取水為主，因水質硬度高、揚塵，影響市街飲用水。居民深受其苦向總督府陳情，經實施調查，計畫於1924動工，因關東大地震無限期延期。
臺東水道是臺東市區現代化自來水的前身，1926年動工建造臺東水道設施興建，19230年完工通水。後又於1935-1936年間進行水道工程，加強濾化功能與服務面積擴張。
水源來自呂家西南邊約十五丁的大南社（今卑南鄉東興村），經過鯉魚山山腹的分水井，至市街為止（約為224910公尺），設備含括沈澱池、過濾池、過濾井、分水井等。工程耗費四萬二千三百日圓，水道受惠者逹一萬人。
臺東水道採用混凝土管引導大南溪水到臺東水道淨水池，後接八吋鐵管至鯉魚山淨水池，以供應臺東市街自來用水。該工程於當時無加壓設施的年代，仍能順利將水送上七十公尺高的鯉魚山。

### 慈安宮
位於鯉魚山東北側，緊鄰山海鐵馬道，主祀福德正神

### 福德祠
位於鯉魚山西北側，主祀福德正神

## 公共設施暨醫療機構

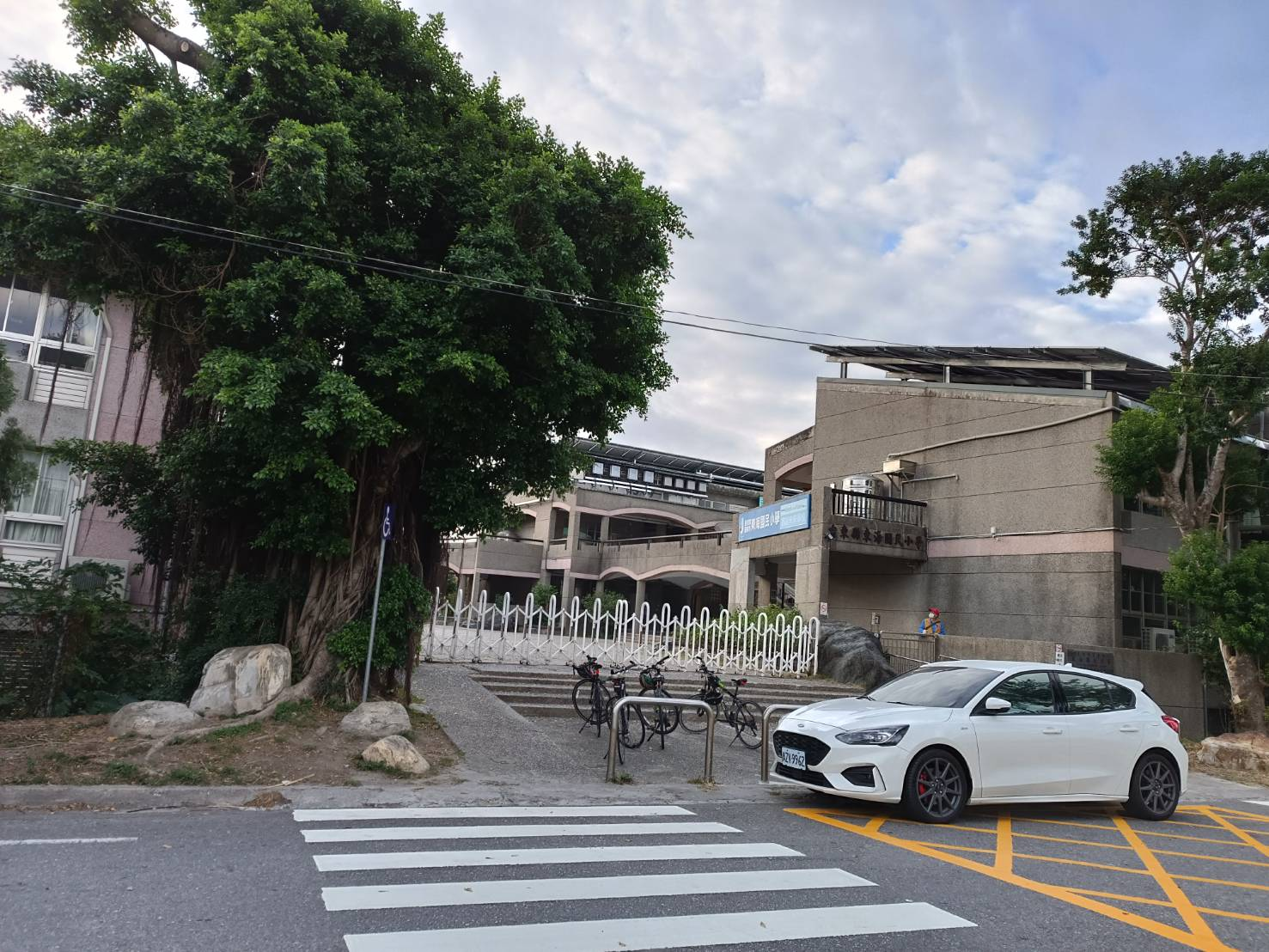
東海國小校門

### 臺東縣立東海國民小學
民國83年（1994）籌備創立，現任校長為陸雅林。
83.8-86.7東海國小籌備處成立並進行新設校籌備工作，86學年度（1997.8）學校正式設立並招生，班級數為6班，招收來自學區內原就讀於豐榮、復興、新生等國小之學童。該校校徽由台東縣失聰畫家陳建宏先生繪製。

### 山海鐵馬道
山海鐵馬道，又稱為臺東環市自行車道，串連起舊鐵道、森林公園、濱海公路等三大自行車系統，路線總長達21公里。部分為舊台鐵臺東支線鐵道，是臺東火車站舊站自民國90年6月1日正式廢站後，經縣府爭取中央補助，將舊火車站到卑南大圳之間的舊鐵道鋪設木棧道，成為臺東市民重要的休閒散步空間，可以從舊火車站走到新站，一直往卑南方向延伸而去。

### 臺東縣民防管制中心
臺東縣警察局下轄的單位，專責防情（民防）工作及協助災害防救工作執行

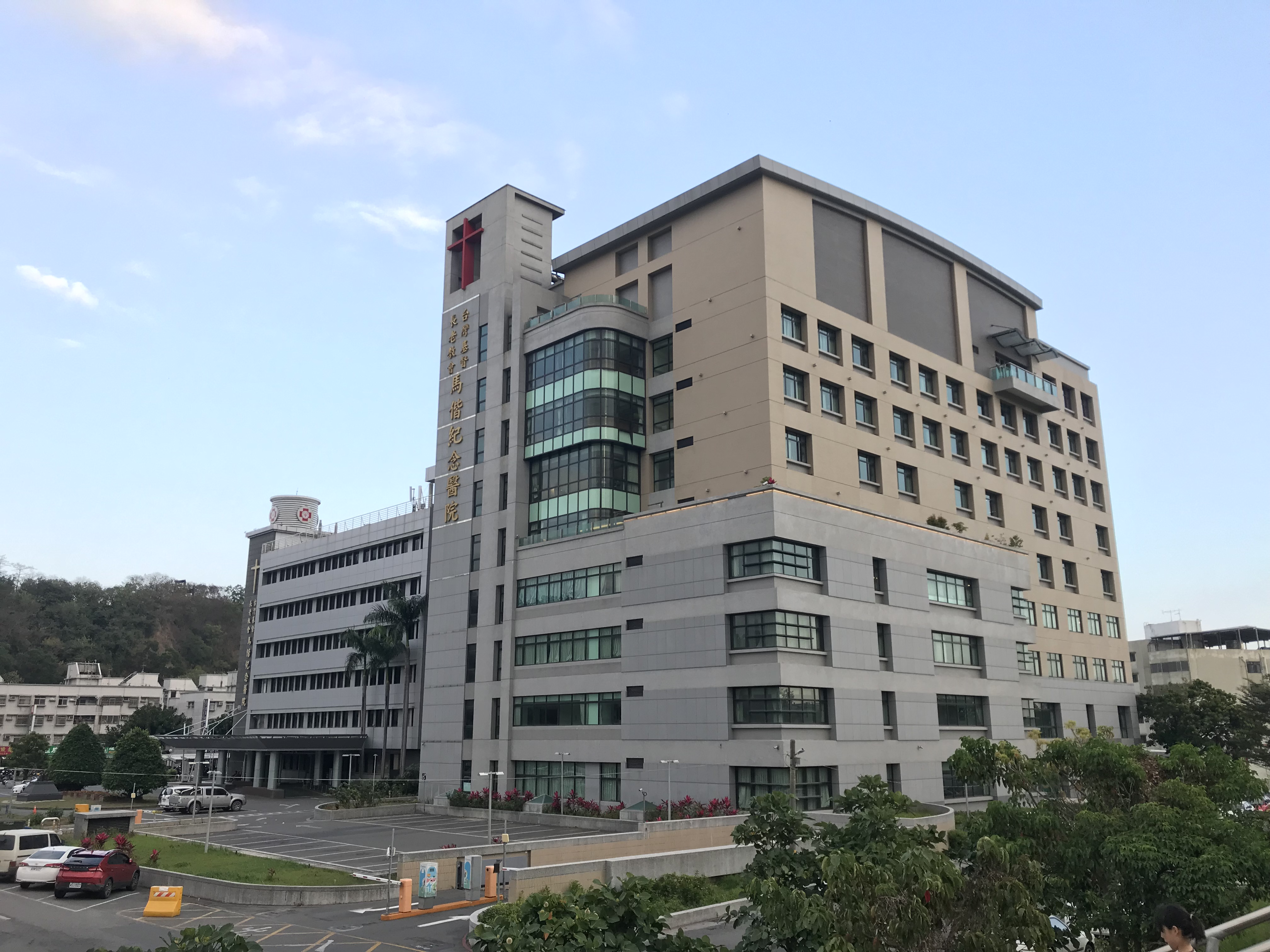
台東馬偕紀念醫院外觀